# L'État des choses
Pour plus de détails, voir Fiche technique et Distribution.
L'État des choses (Der Stand der Dinge) est un film allemand réalisé par Wim Wenders, sorti en 1982. Le thème : Un réalisateur, Friedrich Munro (clin d'œil à Murnau), doit réaliser un film au Portugal, mais le tournage est bloqué par le manque d'argent. L'État des choses est un cas de film « en abyme », un film dans le film. 

## Synopsis
Dans un endroit désert de la côte portugaise, le tournage d’un film de science-fiction, Les Survivants (The Survivors), s’interrompt faute de pellicule ; la production est à court d’argent. L'équipe est immobilisée dans un vieil hôtel dévasté par les tempêtes. Le réalisateur, Friedrich Munro, est un leader philosophe, qui entretient une relation paternelle avec les membres de son équipe ; il veille sur leur bien-être physique, mais aussi émotionnel. Il reste solide comme un roc au milieu de la crise, maintenant son équipe concentrée sur son objectif créatif pendant cette période de vacuité, dans l'attente d’un apport de fonds qui permettra de reprendre le travail.
Dans ce contexte, Friedrich a pour allié le vieux cadreur Joe, qui le fait bénéficier de sa grande expérience des affaires de cinéma. Les jours passent sans nouvelles du producteur qui se trouve aux États-Unis et les membres de l'équipe s’occupent à tenir à l'écart la menace de l'ennui prêt à les submerger. Ils se rapprochent les uns des autres, forcés à des relations plus personnelles qu’il n’est d’usage lors des tournages. C’est le bon côté de l'épreuve qu’ils traversent.
Mais à mesure que les jours deviennent des semaines, l'appréhension commence à dominer. Joe doit retourner chez lui pour rejoindre sa femme qui est mourante, et laisse avec réticence Friedrich gérer seul une situation qui va s’aggravant. Dennis, le scénariste, devient agressif, désespéré par ce qu’il appelle le « suicide » du film. Mais Dennis est aussi au courant de choses qu’il dissimule à Friedrich : comme la base de données détaillées qu’il a élaborée à partir de tous les éléments du projet, depuis les storyboards et le budget et jusqu’aux biographies des acteurs. Il sait aussi que le producteur les a laissés tomber et qu’il n’y aura plus d’argent pour le film.
Friedrich, devinant la trahison, mais encore incrédule, se rend compte avec inquiétude qu’il doit agir. Il se précipite à Hollywood pour parler au producteur, qui est son vieil ami Gordon, dans l'espoir d’obtenir, à défaut d’argent, des explications. Il découvre alors que Gordon se cache non seulement de lui, mais de tout le monde. Il s’aperçoit aussi de quelque chose de très bizarre : il est suivi alors qu’il erre à la recherche de Gordon. Friedrich parvient finalement à localiser Gordon qui s’est réfugié dans un mobile home garé près d’un fast-food à Los Angeles, dans la partie la plus miteuse du Sunset Strip. Les retrouvailles sont chaleureuses et Gordon finit par avouer ce qui s’est passé. Il a beaucoup aimé les rushes envoyés du Portugal et les a montrés à ses investisseurs, qui lui ont demandé quel était le problème du film : qu’était-il arrivé à la couleur ? Apprenant que le film était tourné en noir et blanc, ils ont été très choqués et déçus. Et malheureusement, ce sont des gens qu’il ne faut pas décevoir : ils font partie de la mafia, et ils ont lancé un contrat contre Gordon.
Les deux amis se disent adieu après une nuit de ruminations sur l'art, le cinéma, Hollywood. Gordon va se replier dans la clandestinité et Friedrich retourner au Portugal pour tenter de faire admettre à son équipe cet « état des choses ». Le coup final sera porté de manière aussi efficace qu’anonyme.

## Fiche technique
- Titre : L'État des choses
- Titre original : Der Stand der Dinge
- Réalisation : Wim Wenders
- Scénario : Wim Wenders, Robert Kramer et Joshua Wallace
- Musique : Jim Jarmusch, Jürgen Knieper
- Photographie : Henri Alekan, Fred Murphy et Martin Schäfer (de)
- Montage : Jon Neuburger, Peter Przygodda et Barbara von Weitershausen (de)
- Costumes : Maria Gonzaga
- Production : Paulo Branco, Pierre Cottrell, Renée Gundelach et Chris Sievernich
- Pays d'origine :  Allemagne de l'Ouest
- Format : Noir et blanc - Mono
- Genre : Drame
- Durée : 125 minutes
- Date de sortie : 1982

## Distribution
- Patrick Bauchau : Friedrich Munro
- Allen Garfield : Gordon
- Isabelle Weingarten : Anna
- Rebecca Pauly (de) : Joan
- Jeffrey Kime : Mark
- Geoffrey Carey : Robert
- Camilla More : Julia
- Alexandra Auder : Jane
- John Paul Getty III : Dennis
- Viva : Kate
- Samuel Fuller : Joe
- Artur Semedo (pt) : producteur
- Francisco Baião : responsable son
- Robert Kramer : cadreur
- Roger Corman : avocat
- Gisela Getty (de) : secrétaire
- Monty Bane : Herbert
- Janet Graham : Karen
- Judy Mooradian : serveuse
- Adelaide João (pt) : texan dans le bar (non-créditée)
- Wim Wenders : passager du tram (non-crédité)

## Récompenses et distinctions
- Lion d'or et prix FIPRESCI à la Mostra de Venise 1982